# 日本的学生运动

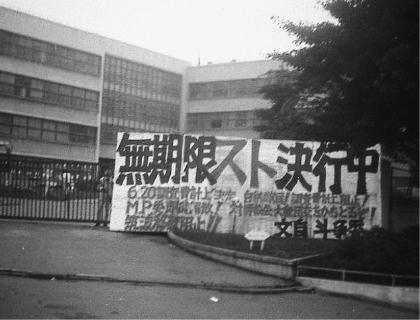
东京教育大学的无限期罢课（摄于1968年）

日本的学生运动（日语：／ Nihon no Gakusei Undō）主要论及了在日本国内进行过的学生运动。

## 概况简介
日本的学生运动始于大正民主时期，而在第二次世界大战结束之后达到兴盛。这些学生运动的中心是那些被称为“运动家”的学生们，不过在全体学生群体中，这些人的比例并不高。大部分运动家都有自己所隶属的党派学生组织或属于某党派的同情者；但也有一些学生运动家选择与政党保持距离，他们被称为“无党派激进主义者”。根据时间或所发生学校的不同，这些学生运动有着各种类型，但比较典型的例子包括反战运动、反对提高学费运动、学生会馆自治要求及反歧视努力等。
学生运动家在平时也会参与学生会或校内社会研究机构的聚会并以此为据点展开讨论和学习，他们制作自己的传单、海报和竖幅来宣传自己的主张，同时还在上课之前和午休时发表演讲。

### 文献
- 菊川忠雄（日语：菊川忠雄）. . 海口書店. 1947  [2020-06-10]. （原始内容存档于2020-06-10）.
- 菅孝行（日语：菅孝行）. . 現代書館. 1982-09.
- 蔵田計成. . 三一書房. 1969  [2020-06-10]. （原始内容存档于2020-06-11）.
- 高木正幸（日语：高木正幸）. . 講談社現代新書 (講談社). 1984-05.
- 日本大学文理学部闘争委員会書記局 (编). . 三一書房. 1991-09.
- 日本大学文理学部闘争委員会書記局; 『新版・叛逆のバリケード』編集委員会 (编). . 三一書房. 2008-09.
- 角間隆（日语：角間隆）. . 読売新聞社. 1980-02.
- れんだいこ. . 社会批評社. 2009-02.
- 同志社大学学友会. 同志社大学学友会残務整理委員会 , 编. . 2005-02.